# Eveïta
L'eveïta és un mineral de la classe dels fosfats, que pertany al grup de l'olivenita. Va rebre el seu nom l'any 1967 per Paul Brian Moore per la bíblica Eva, en comparació amb l'adamita.

## Característiques
L'eveïta és un arsenat de fórmula química Mn2+
2(AsO₄)(OH). Va ser aprovada com a espècie vàlida per l'Associació Mineralògica Internacional l'any 1966. Cristal·litza en el sistema ortoròmbic. La seva duresa a l'escala de Mohs es troba entre 3,5 i 4. És un mineral dimorf de la sarkinita i isostructural amb l'adamita.
Segons la classificació de Nickel-Strunz, l'eveïta pertany a «08.BA: Fosfats, etc. amb anions addicionals, sense H₂O, només amb cations de mida mitjana, (OH, etc.):RO₄ sobre 1:1» juntament amb els següents minerals: ambligonita, montebrasita, tavorita, triplita, zwieselita, sarkinita, triploidita, wagnerita, wolfeïta, stanĕkita, joosteïta, hidroxilwagnerita, arsenowagnerita, holtedahlita, satterlyita, althausita, adamita, libethenita, olivenita, zincolibethenita, zincolivenita, auriacusita, paradamita, tarbuttita, barbosalita, hentschelita, latzulita, scorzalita, wilhelmkleinita, trol·leïta, namibita, fosfoel·lenbergerita, urusovita, theoparacelsita, turanita, stoiberita, fingerita, averievita, lipscombita, richel·lita i zinclipscombita.

## Formació i jaciments
Va ser descoberta a Långban, localitat situada al municipi de Filipstad, a Värmland, Suècia. També ha estat descrita a la mina Sterling, al mont homònim de la localitat d'Ogdensburg, al comtat de Sussex (Nova Jersey, Estats Units). Es tracta dels dos únic indrets on ah estat descrita aquesta espècie mineral.